# José Ramón Recalde Díez
José Ramón Recalde Díez (Sant Sebastià, 1932 - 17 de juliol de 2016) fou un advocat i polític basc. Doctor en Dret per la Universitat del País Basc, va ser catedràtic i professor emèrit de la Facultat de Ciències Empresarials de la Universitat de Deusto a Sant Sebastià. Advocat laboralista, va ser un dels fundadors de l'Euskadiko Sozialisten Batasuna (ESBA). Va ser detingut i condemnat en Consell de Guerra per pertinença a organitzacions il·legals durant la dictadura franquista en diverses ocasions, i va complir un any de presó de 1962 a 1963. En aquest temps va ser sotmès a tortura.
Es va incorporar al PSE-PSOE i a UGT. Quan es va crear l'òrgan preautonòmic de Govern al País Basc, va ser nomenat Director de Drets Humans en la Conselleria d'Interior. Més tard seria conseller d'Educació, Universitats i Investigació del Govern Basc de 1988 a 1991 i de Justícia de 1991 a 1994. El 14 de setembre de 2000 va sofrir un greu atemptat d'ETA a la porta del seu domicili, quan un terrorista li va disparar en el cap.
Amb anterioritat havia sofert diversos atacs la llibreria Lagun que tenia la seva esposa a Sant Sebastià. Entre les seves obres destaca Fe de vida (ISBN 84-8310-972-7) publicada el 2004 i per la que rebé el XVII Premi Comillas de biografia. Entre els seus assaigs intel·lectuals destaquen Integración y lucha de clases en el neocapitalismo (1982), La construcción de las naciones (1982) i Crisis y descomposición de la política (1995).